# Манго (Италия)
 Тази статия е за селото в Италия.  За рода тропически растения вижте Манго.  
Ма̀нго (на италиански: Mango; на пиемонтски: Ël Mango, Ъл Манго) е село и община в Северна Италия, провинция Кунео, регион Пиемонт. Разположено е на 521 m надморска височина. Населението на общината е 1344 души (към 2010 г.).